# Christian Vetsch
Christian Vetsch (* 20. Oktober 1912 in Grabs; † 16. August 1996 in Altstätten) war ein Schweizer Maler und Vertreter der Appenzeller Bauernmalerei.
Seine Kindheitsjahre verbrachte Vetsch in Grabs. Später arbeitete er als Taglöhner und Knecht und lebte zusammen mit seiner Frau in Altstätten. Die Ehe blieb kinderlos. Vetsch zählt zu den bekanntesten Vertretern der bäuerlichen Malerei in der Schweiz. Er malte vor allem in Öl und sehr naturalistisch. In der Ausstellung «Heimat Alpstein – Appenzeller und Toggenburger Bauernmalerei» im Jahr 2017 war Vetsch im Kulturzentrum am Münster in Konstanz zusammen mit anderen namhaften Vertretern der naiven Malerei prominent vertreten.